# Almássy Endre
Almássy Endre; Almásy, Almási Endre Lajos (Marosvásárhely, 1875. november 24. – Budapest, 1929. szeptember 3.) magyar színész, színigazgató.

## Pályafutása
Szülei Almási Lajos és Tóth Róza. Kezdetben a papi hivatásra készült, később azonban a színi pályára lépett. 1897-ben szerezte oklevelét a Színművészeti Akadémián. Először Halmai Imre társulatában lépett fel, majd 1898-ban Krecsányi Ignác szerződtette. 1899-ben Kunhegyi Miklóshoz, később Csóka Sándorhoz került. 1899–1901 között Óbudán és Kecskeméten, 1901–1902 között Kecskeméten, 1902–1903 között Pécsen szerepelt. 1903-ban visszatért Kecskemétre, majd 1905–1907 között újfent Pécsen, 1907-től pedig Szegeden lépett színpadra. Szegeden, 1909-ben művezető lett, 1911–1920 között pedig igazgatóként működött. 1921 tavaszán került a Nemzeti Színházhoz, 1921–1923 között az Országos Színészegyesület Színészképző Iskolájában drámai gyakorlatot tanított. Egyúttal az Országos Színészegyesület tanácsosi tisztét is betöltötte. 
Főként hős- és jellemszerepeket formált meg, színészként pontos és fegyelmezett volt, a próbákról, előadásokról sohasem késett. 1898. március 21-én Sopronban feleségül vette Kerekes Izolda Margit Erzsébet Annát. 1908. július 4-én Szegeden kötött házasságot Makó Lilli Piroska Magdolna Annával.
1929 elejétől a Nemzeti Színház nyugdíjegyesületének pénztárosa volt, megválasztása ellen egyedül Rózsahegyi Kálmánnak volt ellenvetése, ugyanis Almássyt szendvélyes kártyajátékosként ismerték, aki korábban nagyobb összegeket nyert baccarat-n, azonban később elpártolt tőle a szerencse. Elkártyázott egy jelentős bankkölcsönt, valamint ezer pengőt kitevő gázsi előleget is, valamint a nyugdíjpénztárból néhány ezer pengőt. A pénzt nem sikerült visszanyernie, így 1929. augusztus 31-én szombaton késő este idegesen távozott Rákóczi út 75. szám alatti lakásából, s éjjelre sem tért vissza. Vasárnap ezért a felesége a keresésére indult, majd férje eltűnését hétfőn jelentette be a rendőrségen. Almássy a Zsigmond úti (ma Frankel Leó út) Eszplanade-szálló 207. szobájában szállt meg, ahol korábban gyakori vendég volt. Akik azonban a színészt keresték, nem tudták, hogy itt tölti az éjszakát, valamint hétfőn a hírlapok sem jelentek meg, így az Eszplanade-szálló személyzete sem tudott a színész eltűnéséről. Keddre virradóra Almássy öngyilkosságot kísérelt meg a hotelszobában, borotvával vágta el a nyakát. A színészt a Rókus Kórházba szállították, ahol hiába műtötték meg, életét vesztette. 1929. szeptember 6-án helyezték nyugalomra a rákoskeresztúri köztemetőben a református egyház szertartása szerint, sírjánál Hevesi Sándor búcsúztatta.

## Fontosabb szerepei
- Bánk bán (Katona József)
- Kent (Schiller: Stuart Mária)
- Szörényi (Herczeg Ferenc: Ocskay brigadéros)
- Le Bret (Rostand: Cyrano de Bergerac)
- Thurzó Elek (Voinovich Géza: Mohács)
- Béla (Csathó Kálmán: Az új rokon)
- Kutyfalvy (Hevesi Sándor–Jókai Mór: Egy magyar nábob)